# Saint-Pierre-Église
Saint-Pierre-Église är en kommun i departementet Manche i regionen Normandie i norra Frankrike. Kommunen ligger i kantonen Saint-Pierre-Église som tillhör arrondissementet Cherbourg. År 2022 hade Saint-Pierre-Église 1 797 invånare.

## Befolkningsutveckling
Antalet invånare i kommunen Saint-Pierre-Église
| Referens: INSEE |